# Ескаланте (Јута)
Ескаланте (енгл. Escalante) град је у америчкој савезној држави Јута.

## Демографија
По попису из 2010. године број становника је 797, што је 21 (-2,6%) становника мање него 2000. године.
| Група             | 2000.       | 2010.       |
| Белци             | 753 (92,1%) | 745 (93,5%) |
| Афроамериканци    | 0 (0,0%)    | 1 (0,1%)    |
| Азијати           | 8 (1,0%)    | 4 (0,5%)    |
| Хиспаноамериканци | 33 (4,0%)   | 28 (3,5%)   |
| Укупно            | 818         | 797         |